# Antonio da Sangallo el Viejo
Antonio da Sangallo el Viejo (Florencia, 1453–27 de diciembre de 1534) fue un arquitecto florentino, activo durante el Renacimiento italiano.

## Biografía
Su padre, Francesco Giamberti, fue tallista y arquitecto de Cosme de Medicis, y su hermano Giuliano da Sangallo y su sobrino Antonio da Sangallo el Joven fueron también arquitectos reconocidos. Durante mucho tiempo trabajó junto a su hermano, pero también realizó distintos trabajos de manera independiente. Como ingeniero militar fue tan diestro como su hermano y ejecutó importantes trabajos en la construcción de muros y fortificaciones en Arezzo, Montefiascone, Florencia y Roma. Su mejor obra como arquitecto fue la Iglesia de San Biagio en Montepulciano, sobre una planta de cruz griega con una cúpula central y dos torres, parecida (en pequeña escala) al diseño de Donato Bramante para la Basílica de San Pedro. También construyó un palacio en la misma ciudad, varias iglesias y palacios en Monte San Savino, y una serie de edificios monásticos en Florencia.